# رقمات

صورة عبر الاقمار الصناعية لمدينة رقمات الأثرية

رقمات أو أو رقمت أو رجمت هي مدينة أثرية ومقاطعة فيدرالية تابعة لمملكة معين ولاحقا أصبحت تابعة لمملكة حمير، ظهرت رقمات في القرن الرابع قبل الميلاد، وكان يحكمها اقيال تابعين لمملكة معين، قد أسلم أهلها في عهد النبي محمد (ص)، كان معظم سكانها من قبائل معينية وهمدانية ومذحجية وحميرية، وفي العصر المعيني والسبئي كان معظم سكان رقمات يعبدون اوثان الصنم عثتر (وثن الشمس) والصنم ود (وثن القمر والمحبة).
استعمل اهالي مدينة رقمات خط المسند في كتاباتهم حتى ظهور الإسلام وبعد الإسلام استعملوا الخط العربي النبطي. أما بالنسبة للغة في رقمات فهي اللغة المعينية واللغة حميرية والتي لا زالت مستعملة ويتكلمها افراد قبائل خولان في منطقة سراة خولان.
كانت رقمات مقاطعة فيدرالية تابعة لمملكة حمير. وكان أهل رقمات يستعملون العملات المعدنية الحميرية.

## الموقع
تقع رقمات جنوب شرقي مركز مدينة نجران قرب الحدود اليمنية وتبلغ مساحتها 62,500 متر مربع.
الاحداثيات: 

17°28'37.89"N 

44°10'47.08"E

## الخلط بين رقمات ونجران وحادثة الاخدود
مدينة رقمات الاثرية تقع ضمن اراضي نجران الحالية لكنها ليست مدينة نجران التاريخية المذكورة بنقوش المسند، حيث تفرق النقوش بين المدينتين.
كان يظن خطأ ان مدينة رقمات حصلت بها حادثة اصحاب الاخدود لكن لا يوجد أي اثار أو ادله تدل على ابادة تعرض لها سكان رقمات تبقى تخمينات واشاعات لا اساس ولا مصدر لها ولا يوجد أي اثار تدل على انتشار المسيحية من صلبان وتماثيل للمسيح ومعابد في مدينة رقمات. بل النقوش الظاهرة والمكتشفة تدل على انتشار الوثنية في رقمات في العصر السابق لسيطرة الحميريين وإسلام أهل رقمات في العصر النبوي.
ما قيل عنه انه عظام بشرية تم تحليلها وتبين انها عظام حيوانات.
وقد ذكر القيل شرحال اشوع ذو يزن في نقش الملك يوسف اسار الذي اكتشف في بئر حما انه كتب النقش عندما رابط مع شعب همدان (بعلي نجرن) أي في اعالي نجران أو مرتفعات نجران، أي ان موقع قرية نجران التاريخية يقع في منطقة بئر حما أو قربها.